# Schweinsbach (Gefrees)
Schweinsbach ist ein Gemeindeteil der Stadt Gefrees im Landkreis Bayreuth (Oberfranken, Bayern). Schweinsbach liegt in der Gemarkung Metzlersreuth.

## Geografie
Die Einöde liegt im Fichtelgebirge am Westrand des Bischofsgrüner Forstes. Südlich des Ortes fließt der Schweinsbach, der linke Oberlauf des Metzlersreuther Baches. Eine Anliegerstraße führt 1,5 km westlich nach Metzlersreuth.

## Geschichte
Schweinsbach gehörte zur Realgemeinde Metzlersreuth. Gegen Ende des 18. Jahrhunderts bestand Schweinsbach aus einem Anwesen. Die Hochgerichtsbarkeit stand dem bayreuthischen Stadtvogteiamt Gefrees zu. Das Kastenamt Gefrees war Grundherr der Mühle.
Von 1797 bis 1810 unterstand Schweinsbach dem Justiz- und Kammeramt Gefrees. Infolge des Ersten Gemeindeedikts wurde Schweinsbach dem 1812 gebildeten Steuerdistrikt Metzlersreuth und der zugleich entstandenen Ruralgemeinde Metzlersreuth zugewiesen. Im Zuge der Gebietsreform in Bayern wurde Schweinsbach am 1. Januar 1973 nach Gefrees eingemeindet.

### Einwohnerentwicklung
| Jahr      | 001812 | 001819 | 001861 | 001871 | 001885 | 001900 | 001925 | 001950 | 001961 | 001970 | 001987 |
| Einwohner | 6      | *      | *      | 6      | 5      | 4      | 4      | 7      | 6      | 7      | 5      |
| Häuser    | 1      |        |        |        | 1      | 1      | 1      | 1      | 1      |        | 1      |
| Quelle    | [ 6 ]  | [ 9 ]  | [ 10 ] | [ 11 ] | [ 12 ] | [ 13 ] | [ 14 ] | [ 15 ] | [ 16 ] | [ 17 ] | [ 1 ]  |

## Religion
Schweinsbach ist nach St. Johannes der Täufer (Gefrees) gepfarrt und evangelisch-lutherisch geprägt.